# 焦點黨
焦點黨（丹麥語：Fokus）是一丹麥政黨，原本是極右派政黨丹麥人民黨裡的一支團體，但是他們卻是偏向左翼的，因此在2010年時正式自丹麥人民黨分裂而出，而原本是丹麥人民黨籍的國會議員克里斯蒂安‧漢森(Christian Hansen)，也成為焦點黨在國會裡的第一位議員。
而焦點黨自認為「丹麥最綠的政黨」，並把關注在動物權利、環境保護、健康福利等議題上，也因此焦點黨成為繼荷蘭動物黨之後，第二個在國會擁有席次的動物權利政黨。但在2011年國會改選中，該黨失去了他在國會裡的唯一一席。

## 政治主張
焦點黨把主要心力放在環境保護、能源政策以及動物權利上，並主張區域化主義(Regionalism)。

## 地方議會
焦點黨在兩個市鎮(維堡市鎮與萊爾市鎮)的議會各有1席。